# 주문진고등학교
주문진고등학교(注文津高等學校)는 대한민국 강원특별자치도 강릉시 주문진읍 교항리에 있는 공립 고등학교이다.

## 학교 연혁
- 1987년 11월 17일 : 주문진고등학교 설립 인가(9학급)
- 1988년 6월 5일 : 주문진고등학교 개교
- 1991년 2월 9일 : 제1회 졸업식(158명)
- 1995년 9월 12일 : 주문진중학교와 병설에서 분리, 교사 이전
- 2021년 1월 1일 : 학칙 변경 인가(1학년 3학급, 남여 공학, 계 11학급)
- 2022년 9월 1일 : 제12대 이서영 교장 취임
- 2025년 1월 6일 : 제35회 졸업식(62명, 총졸업생 4,566명)
- 2025년 3월 4일 : 입학식(58명 여 34명, 남 24명)

## 참고 자료
- 주문진고등학교 - 한국교육학술정보원 학교알리미